# 澁谷康彦
澁谷 康彦（しぶたに やすひこ、1951年10月21日 - ）は、日本の化学者。大阪工業大学名誉教授、工学博士（大阪大学）。元日本分析化学会近畿支部長。元環境分析技術協議会委員長（34-36期）。
専門は、分析化学・イオンセンサ。

## 略歴
1974年大阪工業大学工学部応用化学科卒業。1976年同大学大学院工学研究科応用化学専攻博士前期課程修了。1989年大阪大学にて工学博士。1991年大阪工業大学工学部応用化学科助教授。1996年同学科教授。1995年日本分析化学会常議員、2001年同学会分析化学誌編集委員。2005年同学会近畿支部第52回機器による分析化学講習会実行委員長、2006年同代議員。2009年同学会第70回分析化学討論会副委員長、近畿支部支部長などを歴任。2017年大阪工業大学名誉教授、日本分析化学会学会功労賞を受賞。
大阪工業大学工学部応用化学科で長きに渡り教鞭を執り、特に分析化学の研究育成に貢献した。また、大阪工業大学桜花会副会長・校友会参与も歴任した。
主な著書は、「分析化学の学び方」（共著、三共出版2014、学術書）。

## 主な研究
- 無機酸化剤による化学発光の研究
- 化学発光による有機汚染物質の分析化学に関する研究
- 過マンガン酸カリウムによる化学発光を使用した海底熱水探査用イオンセンサの開発[9]
- 工学活性ビス（クラウンエーテル）の機能評価とイオンセンサーへの応用[10]
- 銀イオン感応物質としてのジオキシム型シッフ塩基の電位応答
- 重金属イオノフォアの合成とイオンセンサへの応用[11]